# Campeonato Europeo de Patinaje Artístico sobre Hielo de 2001
El XCII Campeonato Europeo de Patinaje Artístico sobre Hielo se realizó en Bratislava (Eslovaquia) del 21 al 28 de enero de 2001. Fue organizado por la Unión Internacional de Patinaje sobre Hielo (ISU) y la Federación Eslovaca de Patinaje sobre Hielo.
Las competiciones se efectuaron en el Estadio de Hielo Ondrej Nepela de la capital eslovaca. Participaron en total 162 patinadores de 34 países europeos.

## Resultados

### Masculino
| Puesto | Nombre                | País    | Puntos |
| ------ | --------------------- | ------- | ------ |
| Oro    | Yevgueni Pliúshchenko | Rusia   | 2,0    |
| Plata  | Alekséi Yagudin       | Rusia   | 3,6    |
| Bronce | Stanick Jeannette     | Francia | 7,2    |

### Femenino
| Puesto | Nombre             | País  | Puntos |
| ------ | ------------------ | ----- | ------ |
| Oro    | Irina Slútskaya    | Rusia | 2,0    |
| Plata  | Mariya Butýrskaya  | Rusia | 4,2    |
| Bronce | Viktoria Volchkova | Rusia | 8,2    |

### Parejas
| Puesto | Nombre                                | País    | Puntos |
| ------ | ------------------------------------- | ------- | ------ |
| Oro    | Yelena Berezhnaya / Antón Sijarulidze | Rusia   | 1,5    |
| Plata  | Tatiana Totmianina / Maksim Marinin   | Rusia   | 3,5    |
| Bronce | Sarah Abitbol / Stéphane Bernadis     | Francia | 4,0    |

### Danza en hielo
| Puesto | Nombre                                  | País    | Puntos |
| ------ | --------------------------------------- | ------- | ------ |
| Oro    | Barbara Fusar-Poli / Maurizio Margaglio | Italia  | 2,2    |
| Plata  | Marina Anissina / Gwendal Peizerat      | Francia | 4,8    |
| Bronce | Irina Lobachova / Iliá Averbuj          | Rusia   | 5,0    |

## Medallero
| Núm. | País    | Oro | Plata | Bronce | Total |
| ---- | ------- | --- | ----- | ------ | ----- |
| 1    | Rusia   | 3   | 3     | 2      | 8     |
| 2    | Italia  | 1   | 0     | 0      | 1     |
| 3    | Francia | 0   | 1     | 2      | 3     |
|      | TOTAL   | 4   | 4     | 4      | 12    |